# Bădăranii (film)
Bădăranii este un film de comedie românesc din 1960, regizat de Sică Alexandrescu și Gheorghe Naghi. El este o adaptare cinematografică a spectacolului de la Teatrul Național Ion Luca Caragiale din București cu piesa de teatru omonimă (1760) a dramaturgului italian Carlo Goldoni.

## Rezumat
Acțiunea filmului se petrece în Veneția de la mijlocul secolului al XVIII-lea, după terminarea Carnavalului. Negustorul Lunardo Cròzzola (Alexandru Giugaru) își anunță soția Margherita (Cella Dima) și fiica Lucietta (Sanda Toma) că a invitat în acea seară la masă trei oameni „dintr-o bucată”, împreună cu soțiile lor. El intenționează cu acea ocazie să-și logodească fiica din prima căsătorie cu Filippetto (Radu Beligan), fiul negustorului Maurizio dalle Strope (Marcel Anghelescu). Cei doi negustori negociaseră anterior zestrea fetei și conveniseră ca tatăl fetei să-i dea o dotă de 6.000 de ducați în galbeni de aur.
Lunardo este însă un bărbat grosolan și foarte sever, care se consideră stăpânul casei, iar toți ceilalți trebuie să-l asculte necondiționat. El duce o viață austeră și nu își lasă soția și fiica să participe la carnaval, pedepsind-o pe Lucietta pentru că aceasta ieșise într-o zi la fereastră. În casa lui nu vine aproape niciodată vreun străin. Celălalt negustor, Maurizio, are un fiu pe nume Filippetto pe care nu-l lasă să iasă din casă, îl ține toată ziua în prăvălie și trimite un servitor să-l însoțească ori de câte ori trebuie să meargă prin oraș. Astfel, cei doi tineri nu au reușit să se vadă niciodată. În plus, părinții lor nici nu le-au spus cu cine urmează să se logodească.
Cu prilejul unei vizite la mătușa sa, Marina (Silvia Dumitrescu-Timică), soția negustorului Simon Maroele (George Calboreanu), Filippetto află că se va logodi cu Lucietta și o roagă pe mătușă să-l ajute să vadă fata înainte de încheierea logodnei. Ea îi povestește această situație lui Felice (Carmen Stănescu), soția negustorului Canciano Tartuffola (Grigore Vasiliu Birlic), iar cele două femei găsesc împreună o soluție.
În casa lui Lunardo sosesc la cină în acea seară Simon cu Marina, Canciano cu Felice și Maurizio. Cei patru bărbați sunt considerați de soții niște neciopliți, sălbatici și bădărani. Ei se pretind a fi stăpânii casei și le interzic soțiilor să se gătească cu haine scumpe și să poarte podoabe, nepermițându-le nici să meargă la operă, la teatru sau prin oraș decât însoțite de ei. Felice îl introduce în casă în secret pe contele Riccardo (Nicky Atanasiu), împreună cu Filippetto, ambii purtând măști, iar cel din urmă fiind îmbrăcat în straie femeiești. Cei doi tineri (Lucietta și Filippetto) reușesc astfel să se vadă și se plac.
Maurizio plecase între timp acasă pentru a-l aduce pe Filippetto, dar negăsindu-l acolo revine în casa lui Lunardo. Contele Riccardo și Filippetto sunt găsiți ascunși în casă; ei sunt scoși afară în șuturi, iar Lunardo și Maurizio vor să anuleze logodna copiilor lor. Cei patru negustori hotărăsc să-și demonstreze autoritatea și să-și pedepsească soțiile care mijlociseră întâlnirea; analizând toate variantele de pedepse posibile, ei ajung totuși la concluzia că pedepsindu-și soțiile s-ar pedepsi și pe ei și trebuie astfel să se mulțumească cu ele așa cum sunt.
Felice le spune negustorilor că cei doi tineri s-au văzut și s-au plăcut și nu are rost să-i pedepsească prin ruperea logodnei. Ea îi convinge să-și ierte soțiile și copiii, luându-și asupra ei întreaga răspundere pentru cele întâmplate. Contele Riccardo este trimis să-i aducă pe Maurizio și pe Filippetto. Cei doi copii își cer iertare față de părinții lor, iar negustorii își iartă soțiile și copiii. Cei doi tineri sunt logodiți. Odată rezolvate neînțelegerile, negustorii se așază la masă împreună cu copiii și cu soțiile, chemându-l și pe Riccardo.

## Distibuție
- Grigore Vasiliu Birlic — negustorul Canciano Tartuffola
- Carmen Stănescu — Felice, soția lui Canciano
- Nicky Atanasiu — contele Riccardo (menționat Nicki Atanasiu)
- Alexandru Giugaru — negustorul Lunardo Cròzzola
- Cella Dima — Margarita, soția a doua a lui Lunardo
- Sanda Toma — Lucietta, fiica lui Lunardo
- George Calboreanu — negustorul Simon Maroele
- Silvia Dumitrescu-Timică — Marina, soția lui Simon (menționată Silvia Timică)
- Marcel Anghelescu — negustorul Maurizio dalle Strope
- Radu Beligan — Filippetto, fiul lui Maurizio
- Nineta Gusti — bucătăreasă
- Silly Vasiliu — bucătăreasă
- Ovid Teodorescu — slujitor
- Coca Andronescu — slujnică
- Constantin Rauțchi — slujitor (menționat Constantin Rauțki)
- Aurora Eliad — slujnică

## Producție

### Spectacolul de teatru

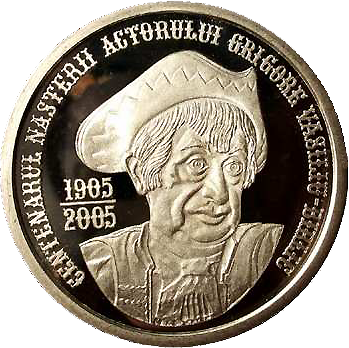
Monedă omagială din argint emisă de BNR în anul 2005 cu chipul actorului Grigore Vasiliu-Birlic în rolul jupânului Canciano din Bădăranii

Teatrul Național „I.L. Caragiale” din București a primit la închiderea stagiunii 1956-1957 o invitație de a participa la Festivalul Carlo Goldoni de la Veneția, organizat pentru a celebra 250 de ani de la nașterea dramaturgului italian Carlo Goldoni (1707-1793). Repertoriul teatrului bucureștean nu conținea însă nicio piesă a lui Goldoni și pentru a nu rata invitația la festival, regizorul Sică Alexandrescu (1896-1973) a propus pregătirea comediei Bădăranii în traducerea lui Ion Iancovescu; piesa fusese jucată pentru prima dată în anul 1760 la Veneția. Timpul era foarte scurt, dar în decurs de numai 12 zile regizorul a reușit să pregătească spectacolul, apelând la cei mai buni actori disponibili ai Teatrului Național. Rolul Felice a fost interpretat de actrița Nina Diaconescu, iar Lucietta de Eugenia Popovici.
Participarea la festival a avut parte de un mare succes. Piesa a fost jucată la 24 iulie 1957 în aer liber, în grădina de la Palazzo Grassi. În timpul reprezentației a început o ploaie torențială, iar o parte dintre spectatori au fugit să se adăpostească. Apariția lui Birlic pe scenă în rolul jupânului Canciano a oprit din fugă spectatorii, care s-au reîntors pe scaune, hohotind și aplaudând în delir fiecare replică a lui Birlic, deși nu cunoșteau limba în care se juca piesa. Presa italiană a lăudat reprezentația trupei bucureștene, folosind termeni superlativi. Au fost evidențiate verva, prospețimea și naturalețea jocului actoricesc.
După spectacol, Nina Diaconescu nu s-a mai întors în țară. Pentru premiera românească a spectacolului, Sică Alexandrescu a distribuit-o pe Carmen Stănescu în rolul Felice. Actrița a trebuit să pregătească rolul în numai trei zile.  Piesa a avut parte de un mare succes, jucându-se cu sălile arhipline. Oamenii au preluat replici din piesă pe care au început să le folosească în vorbirea curentă: «să nu zic vorba aia» și «cum te văd și cum mă vezi».
Ca urmare a succesului înregistrat de reprezentație, spectacolul a fost înregistrat de Radio România Actualități (difuzat în premieră la 5 ianuarie 1958) și de Televiziunea Română (1960), fiind transpus pe discuri de vinil de către compania Electrecord. Pentru a imortaliza triumful lui, s-a realizat în 1960 și o adaptare cinematografică a spectacolului.

### Adaptarea cinematografică
Filmul a fost realizat după spectacolul Teatrului Național „I.L. Caragiale”, prelucrat în variantă românească și pus în scenă de Sică Alexandrescu, artist al poporului. Autorii adaptării cinematografice au fost dramaturgul Mircea Ștefănescu și regizorul Sică Alexandrescu. Regizorii filmului au fost Sică Alexandrescu și Gheorghe Nagy, iar regizorul secund Geta Doina Tarnavschi.
Filmul a fost turnat în studiourile cinematografice de la Buftea. S-a filmat vara, pe o căldură sufocantă, când nu erau spectacole de teatru, iar actorii se aflau în vacanță. A fost alocat un buget considerabil pentru decoruri și costume.
Distribuția a fost alcătuită din actori importanți ai epocii: doi actori (Grigore Vasiliu-Birlic și George Calboreanu) aveau titlul de Artist al Poporului și alți șase (Nicki Atanasiu, Alexandru Giugaru, Silvia Dumitrescu-Timică, Marcel Anghelescu, Radu Beligan, Nineta Gusti) titlul de Artist Emerit. Regizorul Sică Alexandrescu era și el Artist al Poporului. A fost păstrată distribuția din teatru.
Actrița Carmen Stănescu a lăudat distribuția „de excepție” formată din genialii Calboreanu, Giugaru, Marcel Anghelescu și Birlic și din trioul feminin „cochet și adorabil, de un haz năucitor, irepresibil” format din Silvia Dumitrescu-Timică (care transforma replicile în „curcubee scânteietoare de râs copios, sănătos cu puternice ecouri moralizatoare”), „splendida” Cella Dima și debutanta Sanda Toma („un fluture inocent, grațios și înamorat”). Ea a afirmat că a trăit astfel „momente de uriașă bucurie și performanță profesională”.
Costumele actorilor au fost realizate de Ileana Oroveanu. Analizând activitatea pictoriței de costume, profesoara Elena Saulea afirmă că „lumea lui Goldoni se definește prin eleganța fără opulență pentru costumele feminine cu improvizații ce exprimă, nu rangul social cât imaginația specifică feminității. Costumele bărbătești sunt vizibil făcute să exprime trăinicia și obositoarea greutate a răspunderii ce le apasă pe umeri, fără să le ceară cineva acest lucru. Nu lipsesc notele documentare de suspans comic, precum pălăria lui Birlic, un soi de gondolă, dar și imperiala și ridicola înălțare și plutitoare existență, vestele, ciorapii în dungi și pelerinele ce ascund plăceri și fac să circule convenția de pe canalele Veneției în inimi făcute să se bucure de jocuri inocente și liniștitoare”.
Filmul a fost realizat pe peliculă color și are o lungime de 2500 de metri utili. Muzica filmului a fost compusă de Paul Urmuzescu și interpretată de Orchestra Cinematografiei dirijată de Paul Popescu.
În anul 2009 filmul Bădăranii a fost transpus de TVR MEDIA pe suport DVD.

## Recepție
Filmul Bădăranii a fost vizionat de 2.785.443 de spectatori la cinematografele din România, după cum atestă o situație a numărului de spectatori înregistrat de filmele românești de la data premierei și până la data de 31.12.2007 alcătuită de Centrul Național al Cinematografiei.
Criticii de film au lăudat reprezentația piesei de teatru, adăugând însă că ea este mai curând o piesă de teatru TV decât un film. Călin Stănculescu îl considera „un document necesar teatrologilor, care nu aduce nimic cinematografic în viziunea artistică a celor doi semnatari ai regiei”.
Criticul Tudor Caranfil a dat filmului o stea din cinci și a făcut următorul comentariu: „O revoltă a femeilor împotriva bărbaților lor care se comportă ca niște stăpâni absoluți, așa cum au văzut-o, în Veneția anului 1760, Carlo Goldoni și în Bucureștii anilor '50, Sică Alexandrescu. Întrecere de prostie, trufie și violență interpretată cu strălucire de „garnitura de aur” a Teatrului Național al vremii, dar... tentativă nereușită de compromis între scenă și film. Acțiunea se desfășoară în cadrul teatral, între episoade fiind adăugate interludii pretins cinematografice (concepute probabil de Naghi). Consecința? Spectacolul, care pe scena Naționalului uimise prin ritmul și verva sa, trenează penibil pe ecran.”
Banca Națională a României a pus în circulație, începând cu data de 27 decembrie 2005, în scop numismatic, o monedă din argint cu valoarea nominală de 5 lei, emisiunea „100 de ani de la nașterea lui Grigore Vasiliu-Birlic”. Moneda era rotundă, avea un diametru de 37 mm și o greutate de 31,103 grame, precum și un titlu de 999/1000. Monedele emise aveau putere circulatorie pe teritoriul României. Pe reversul monedei era reprezentat bustul actorului Grigore Vasiliu-Birlic, „surprins într-un rol dintr-un spectacol de comedie”. Rolul ales a fost cel al jupânului Canciano din Bădăranii.